# Лаванина (Потенца)
Лаванина (итал. Lavannina) је насеље у Италији у округу Потенца, региону Базиликата.
Према процени из 2011. у насељу је живело 40 становника. Насеље се налази на надморској висини од 951 м.